# Phil Edwards
Philip Aron "Phil" Edwards, född 23 september 1907 i Georgetown i Guyana, död 6 september 1971 i Montréal, var en kanadensisk friidrottare.
Edwards blev olympisk bronsmedaljör på 800 meter vid sommarspelen 1932 i Los Angeles.